# Tom Peterson
Tom Peterson (23 tháng 2 năm 1930 – 25 tháng 7 năm 2016) là một nhà bán lẻ, người bán dạo và nhân vật truyền hình người Mỹ đến từ Portland, Oregon. Peterson mở cửa hàng đầu tiên vào năm 1964, phát triển thành một chuỗi cửa hàng điện tử gia dụng, thiết bị gia dụng và đồ nội thất trong những năm 1970. Những quảng cáo truyền hình đáng nhớ và những chương trình khuyến mãi bất thường đã khiến anh trở thành một nhân cách được công nhận rộng rãi ở khu vực Portland vào những năm 1980, dẫn đến một vài lần xuất hiện trong các bộ phim của Gus Van Sant.
Đầu những năm 1990, khi đã mua lại và không thể tích hợp thành công một chuỗi cửa hàng điện tử cạnh tranh, Peterson đã nộp đơn xin bảo hộ phá sản trước khi tái xuất thành một nhà bán lẻ đồ nội thất thu nhỏ cung cấp các thiết bị điện tử mini. Anh tiếp tục xuất hiện trong quảng cáo của riêng mình vào đầu những năm 2000 và địa điểm cuối cùng của cửa hàng đóng cửa vào tháng 2 năm 2009.

## Đầu đời
Peterson được sinh ra bên ngoài St. Paul, Minnesota, nơi anh lớn lên trong một trang trại, con trai của một nhân viên chính phủ liên bang. Anh học kinh doanh tại Đại học Minnesota. Peterson đã gặp người vợ tương lai của mình, cũng từ vùng St. Paul, tại một trại của nhà thờ Lutheran ở Green Lake ở phía bắc bang Minnesota ở tuổi 14. Hai người đã kết hôn vào ngày 20 tháng 9 năm 1952.

## Tom Peterson's

### Thành lập và mở rộng
Peterson đã dành mười năm làm việc tại Công ty khổng lồ Jolly Green, trở thành giám đốc khu vực phía đông phụ trách 17 nhà máy chế biến thực phẩm ở Hoa Kỳ và Canada. Tuy nhiên, giám đốc khu vực phía tây là con trai của chủ tịch công ty, vì vậy vào năm 1963, Peterson đã nhận được nhượng quyền thương mại từ đài truyền hình Muntz, đã bán nhà của mình với giá 10.000 đô la Mỹ, mà ông đã đưa vào kinh doanh, và chuyển cùng với Gloria đến Portland lời khuyên của bạn bè.
Ông đã mở cửa hàng đầu tiên của mình tại Đông Nam 82 và Đường Foster vào năm 1964. Peterson tự trả cho mình mức lương 100 đô la một tuần và 50 đô la một tuần cho Gloria, người điều khiển công việc kinh doanh. Năm 1964, năm đầu tiên kinh doanh, Peterson có doanh thu 300.000 đô la. Đến năm 1989, Peterson đã bán được 30 triệu đô la mỗi năm. Chính trong giai đoạn này, Peterson lần đầu tiên đạt được danh tiếng ở Portland và khắp Tây Bắc Thái Bình Dương.
Đến đầu những năm 1980, Peterson đã trở thành một trong những đại lý điện tử gia dụng lớn nhất tại Portland, cùng với Nội thất gia đình của Smith, Siêu cửa hàng âm thanh nổi, Montgomery Ward và Sears. Peterson tiếp tục mở các cửa hàng ở Eugene, Gresham, Hillsboro, North Portland và xa như Spokane, Washington nhưng sau đó đóng cửa các cửa hàng này, với lý do không thể cung cấp dịch vụ cá nhân bằng cách xuất hiện trên sàn cùng với nhân viên bán hàng của mình. Con của Petersons cũng làm việc trong ngành kinh doanh, con gái Kathy làm quản lý nhân sự và con trai Keith làm đối tác trong một doanh nghiệp xuất nhập khẩu điện tử trực thuộc, hoạt động ở Boston.

### Phá sản và tổ chức lại
Vào tháng 9 năm 1989, Peterson trả giá cao hơn hai người thách thức để có được Cửa hàng siêu âm thanh nổi, công ty mẹ đã nộp đơn xin phá sản vào tháng trước, trả 940.000 đô la cộng thêm 1.000.000 đô la cho hàng tồn kho. Việc mua lại bao gồm một cửa hàng chuyên về âm thanh nổi xe hơi tại Mall 205, Car Stereo East. Peterson tiếp tục điều hành các địa điểm nhượng quyền tại Jantzen Beach và Washington Square Too mà không thay đổi thương hiệu cho đến tháng 3 năm 1991, khi anh đổi tên thành Tom Peterson Super Stores, khi anh làm cửa hàng điện tử gia dụng ban đầu của mình tại 82 và Foster. Peterson giải thích rằng các cửa hàng ban đầu hoạt động tốt hơn so với các cửa hàng mới mua, vì vậy anh quyết định kết hợp chúng. Hai cửa hàng và cửa hàng chuyên xe hơi khác của ông không bị ảnh hưởng.

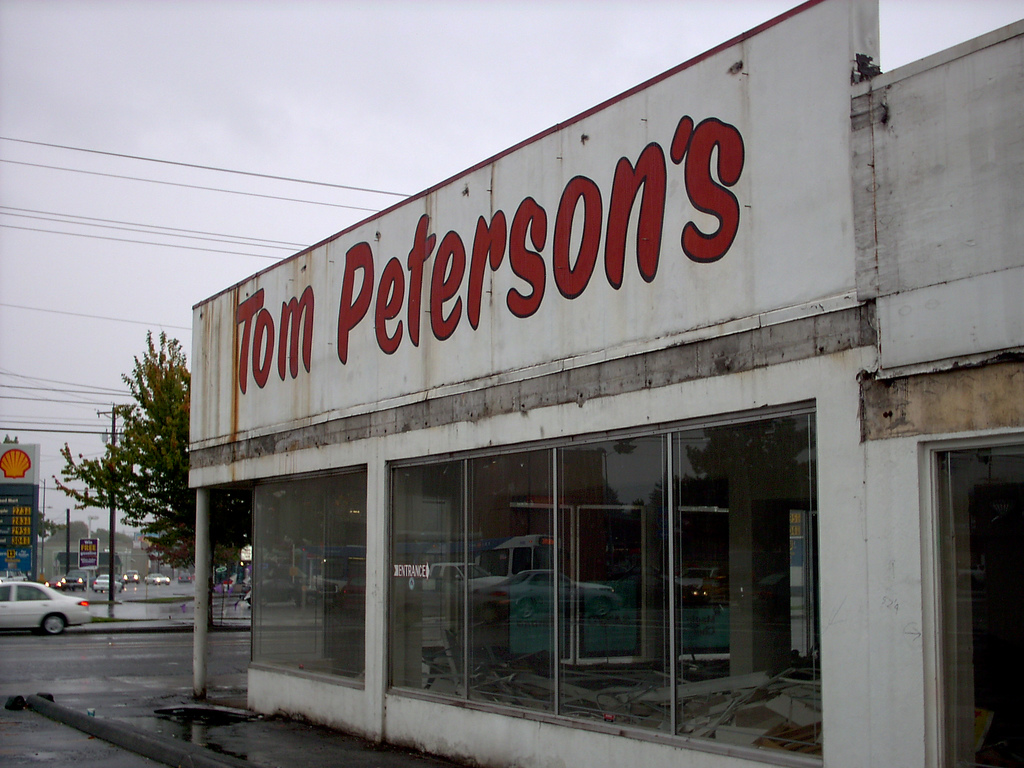
Tom Peterson's ở góc SE 82 và Foster, đã đóng cửa.

Vào tháng 8 năm 1991, Peterson đã đóng cửa vị trí Bãi biển Jantzen của mình  và vào tháng 10 đã nộp đơn xin bảo vệ phá sản theo Chương 11, liệt kê khoản nợ 7,5 triệu đô la nợ cho các chủ nợ với tài sản là 2,7 triệu đô la. Ông cũng phải đối mặt với các vụ kiện từ các nhà cung cấp và Tài chính thương mại AT & T. Tại thời điểm nộp đơn, Peterson nói: "Tôi nên lắng nghe vợ tôi.  Cô nói, 'Đừng mua Siêu thị âm thanh nổi.'  Cô ấy đã đúng. "  Peterson cho biết doanh số đã giảm 16% trong năm tài khóa 1991 của công ty so với năm 1990 và doanh nghiệp của ông đã chìm trong sắc đỏ mỗi tháng nhưng chỉ một trong 25 tháng kể từ khi mua lại. Peterson nói vào thời điểm đó: "Đáng lẽ ra chúng phải được gọi là Cửa hàng Ngốc âm thanh nổi".
Peterson đã đóng cửa cửa hàng đồ nội thất của mình tại 82 và Foster, hợp nhất tất cả các hoạt động trong hai cửa hàng còn lại của mình, nhưng vẫn giữ quảng cáo của mình trên mạng. Theo đề nghị của Gloria, các đài truyền hình tiếp theo ngay lập tức đề cập đến sự phá sản, liệt kê những rắc rối và yêu cầu khách hàng vui lòng mua ngay hôm nay. Một người quản lý khủng hoảng nắm quyền kiểm soát hoạt động, để Peterson làm việc tại các sàn bán hàng  cho đến khi các cửa hàng đóng cửa vào tháng 3 năm 1992. Peterson nói vào năm 1995, "Những người có quốc tịch lớn làm cho nó rất khó khăn trong khu vực, như Smith, và người dân địa phương, như chúng tôi."  Tuy nhiên, Peterson đã không đổ lỗi cho các nhà bán lẻ quốc gia, nói rằng "Trong cuộc sống, tất cả chúng ta đều là những người thợ mộc của chính mình.  Đừng đổ lỗi cho người khác. " 

### Tom Peterson & Gloria's Too!

Biển hiệu bên ngoài vị trí của Tom Peterson's cuối năm 2008.

In September 1992 Peterson reopened for business at his original location, an 11,000 foot vuông (1,0219 m2) showroom at 8130 Southeast Foster Road, under the name Tom Peterson & Gloria's Too! Peterson's son-in-law Robert Condon became president, daughter Kathy the store's accountant and Gloria Peterson resumed duties as chief financial officer. Peterson himself remained the primary public face of the company, and resumed his familiar advertising. Condon raised a portion of the new venture's seed money from the sale of Tom Peterson memorabilia, having bought hundreds of wristwatches and alarm clocks from the bankruptcy trustee, then reselling them at a profit.
Đến năm 1995, Peterson và một đội ngũ nhân viên 18 người đã bán được 5 triệu đô la hàng hóa gia dụng mỗi năm, đã có lợi nhuận trong 23 /25 năm. Tính đến năm 2002, Peterson đã làm việc "bán thời gian" 44 giờ mỗi tuần, một nửa số tiền anh ta đã đặt vào và đặt doanh thu 4 triệu đô la mỗi năm. Vào giữa những năm 2000, Petersons đã bán tài sản cuối cùng còn lại của họ ở góc Đông Nam 82 và Foster và chuyển cửa hàng sang một bên đường cách đó một dãy nhà, ngay gần Đại lộ 82. Địa điểm cuối cùng đóng cửa vào ngày 28 tháng 2 năm 2009.

## Quảng cáo truyền hình
Peterson được biết đến rộng rãi ở Portland vì đã viết và tham gia vào các quảng cáo ngân sách thấp của riêng mình, vì kiểu tóc Flattop thương hiệu của mình, bắt các cụm từ bao gồm "Miễn phí là một mức giá rất tốt"  nơi để mua. "   Vào những năm 1980, Peterson được chuyên mục Oregonia Margie Boulé mô tả là "người đàn ông dễ nhận ra nhất ở Portland". Các quảng cáo được biết đến nhiều nhất trên các chương trình Đấu vật Portland của KPTV và anh thường xuyên ghi hình tại Sân thể thao Portland (nay là Nhà thờ Cuộc sống Gia đình) để quảng cáo các mặt hàng từ cửa hàng của mình. Ông đã làm như vậy cho đến khi chương trình bị hủy bỏ vào năm 1991.
Quảng cáo nổi tiếng nhất của Peterson là "Thức dậy!  Thức dậy!  ", Những điểm bắt đầu được phát sóng vào giữa những năm 1970. Peterson mượn ý tưởng từ một nhà bán lẻ khác ở Corpus Christi, Texas. Peterson nói: "Ai đó đã nói với tôi về điều đó và tôi đã theo dõi nó.  Chúng ta đã thành công hơn nhiều so với họ.  Họ không có chủ cửa hàng hay tính cách mạnh mẽ. "  Peterson giữ cửa hàng của mình mở cửa từ 11 giờ sáng đến 3 giờ sáng để phục vụ khách hàng lấy cảm hứng từ quảng cáo đến thăm cửa hàng của mình vào đêm khuya. Quảng cáo chạy ít thường xuyên hơn vào những năm 1980 và được phát sóng lần cuối vào năm 1988.
Năm 1987, Peterson đã thử nghiệm thuê một công ty bên ngoài để sản xuất một loạt quảng cáo, lần đầu tiên sau 23 năm lên sóng. Các quảng cáo mới nhại lại vở opera xà phòng ban ngày, có một bà nội trợ tên là Monica có vấn đề trong nước được giải quyết bằng hàng hóa từ các cửa hàng của Peterson.
Trong những lần xuất hiện trên truyền hình của mình, Peterson nói vào năm 1987: "Đây có lẽ là quảng cáo nổi tiếng nhất trong thị trấn, nhưng không phải là quảng cáo được yêu thích nhất."  Peterson tiếp tục viết và đóng vai chính trong quảng cáo của riêng mình vào đầu những năm 2000.

## Chương trình khuyến mại đặc biệt

### Những kiểu tóc Tom Peterson
Vào tháng 7 năm 1986, Peterson cung cấp dịch vụ cắt tóc miễn phí cho bất kỳ ai tham dự khai trương cửa hàng thứ ba của mình tại số 82 và Foster. Peterson, người đã cắt tóc đầu tiên vào năm 1952, đã thuê ba thợ cắt tóc để cắt tóc trên sàn phòng trưng bày của mình. Họ đã có khoảng 50 lần cắt tóc vào ngày đầu tiên, và Peterson quyết định biến mánh lới quảng cáo thành một sự kiện hàng tuần. Ông tiếp tục cung cấp dịch vụ cắt tóc trong hai thập kỷ và cho đến năm 2002 vẫn cung cấp khoảng mười lần cắt tóc mỗi tuần.

### Mặt nạ Halloween
Bắt đầu từ Halloween 1986, Peterson tặng khách tham quan mặt nạ bìa cứng miễn phí với khuôn mặt trên đó. Tất cả 5.000 chiếc đã ra đi trong một năm. Năm 1987, Peterson nói: "Chúng tôi đã nghĩ đến việc làm mặt nạ tốt hơn, với Tom Peterson thực tế hơn trên đó.  Nhưng sau đó chúng tôi nghĩ, điều gì sẽ xảy ra nếu ai đó cướp ngân hàng mặc một chiếc và các nhân chứng nói: 'Đó là Tom Peterson!'  Vì vậy, chúng tôi đang gắn bó với các tông đen và trắng. " 

### Đồng hồ báo thức

Một chiếc đồng hồ báo thức Tom Peterson.

Vào tháng 10 năm 1990, sau khi anh ngừng chạy chương trình "Thức dậy!", Peterson đã ra mắt một chiếc đồng hồ báo thức trong hình dạng của một chiếc tivi với khuôn mặt ở giữa và giọng nói như báo thức, nói: "Dậy đi!  Thức dậy cho một ngày hạnh phúc! " Peterson nói về chương trình khuyến mãi vào thời điểm đó: "Nếu bạn có thể đặt khuôn mặt của mình vào 5.000 ngôi nhà ở Portland, điều đó chắc chắn không thể làm tổn thương." 

### Đồng hồ đeo tay
Peterson đã trích dẫn là quảng cáo thành công nhất của mình chiếc đồng hồ Tom Peterson, cũng có mặt của anh ấy. Peterson nói vào năm 1988: "Nó đặc biệt tốt với thanh niên đại học.  Chúng là một thứ lớn trong khuôn viên trường.  Tôi đoán đó là một thứ sùng bái. "  Kurt Cobain bản địa Tây Bắc đeo đồng hồ đeo tay Tom Peterson, cũng như David Foraker, luật sư đại diện cho các chủ nợ trong vụ phá sản của Peterson.

### Các chương trình khuyến mãi khác
Quà tặng khác của Peterson bao gồm mũ, áo phông, cốc và sách tô màu. Peterson cũng biến một chiếc xe buýt thành một chiếc xe đẩy đi vòng quanh bãi đậu xe của mình vào số 82 và Foster. Để đánh dấu kỷ niệm lần thứ mười của Tom Peterson & Gloria's Too! và kỷ niệm 50 năm ngày cưới của cặp đôi vào tháng 9/2002, Peterson tặng khách hàng những cốc cà phê có ảnh của Tom và Gloria, năm mươi năm trước và ngày nay.

## Trong văn hóa đại chúng

### Vai diễn
Peterson đã xuất hiện ba lần trong các bộ phim của Gus Van Sant và đến năm 1995 đã xuất hiện trong nhiều bộ phim Van Sant hơn bất kỳ diễn viên nào khác. Lần đầu tiên của anh là Drugstore Cowboy, trong đó một quảng cáo của Peterson phát trên truyền hình. Van Sant sau đó đã chọn Peterson trong vai trò không nói với tư cách là cảnh sát trưởng trong My own Private Idaho  và sử dụng một quảng cáo khác của Peterson trong To Die For. Peterson cũng xuất hiện trong Opus của ông Holland, được quay tại Portland. Van Sant liên quan đến Thời báo Los Angeles, "Rất nhiều người đã trả lời rằng tôi quyết định tiếp tục sử dụng anh ấy." Van Sant và Peterson đã sử dụng cùng một trình chỉnh sửa video, Wade Evans, và Van Sant đã mua tủ lạnh Magic Chef của mình từ Peterson.

### Xuất hiện người nổi tiếng
Peterson từng là người đàn ông tốt nhất trong một đám cưới được lên kế hoạch bởi "Sở thú buổi sáng" của đài phát thanh KKRZ (Z-100) FM vào năm 1989. Đô vật chuyên nghiệp Rowdy Roddy Piper chủ trì. Peterson, người chưa bao giờ gặp chú rể 24 tuổi, gọi anh ta là "một quý ông trẻ đẹp."  Anh ấy cũng chơi trống bongo trên Nghệ thuật ở đâu?, một chương trình truyền hình truyền hình cáp truy cập công cộng với Stephanie Pierce, chủ sở hữu của Nhà thờ Elvis 24 giờ.

### Nghệ thuật Tom Peterson
Peterson là chủ đề của một số tác phẩm của nghệ sĩ Portland Norman Forsberg. Chúng bao gồm bức tranh năm 1989 "Sphinxface" và "Six Toms and a Bob", ghép khuôn mặt của Peterson với khuôn mặt của Bob the Weather Cat, sau đó là một bản tin của KATU. Forsberg, trên Peterson: "Hầu hết các biểu tượng nhạc pop là nghệ sĩ hoặc vận động viên.  Trong khi anh ấy là người bán tivi.  Điều đó nói lên điều gì đó. " 
Khuôn mặt của Peterson cũng bị chiếm đoạt bởi các nghệ sĩ stprint Portland, người đã vẽ graffiti vẽ bằng chú thích "Trust Tom", thường sửa đổi graffiti "Jesus đáng tin" đã có từ trước bằng cách thêm tên và khuôn mặt của Peterson.
Biểu tượng khuôn mặt và tên của Tom Peterson xuất hiện trên một số cửa hàng trong truyện tranh Boris the Bear # 2, được xuất bản bởi công ty Portland Dark Horse Comics và được tạo bởi nghệ sĩ Portland James Dean Smith.

### Trong âm nhạc
Năm 1987, Dan Clark và nhạc sĩ Roger Sause của đài phát thanh Z-100 đã viết một bài hát, "I Woke Up with a Tom Peterson Haircut", trong đó có phần hát của Peterson. Nhà đài đã bán 5.000 đĩa đơn, quyên góp tiền từ thiện, và tiếp tục chạy bài hát vào những năm 1990. Ngoài việc đeo đồng hồ đeo tay Tom Peterson, ca sĩ chính của Nirvana Kurt Cobain còn được chụp ảnh mặc áo phông Tom Peterson tại các buổi hòa nhạc trực tiếp.

## Cuộc sống cá nhân
Trong thời gian phá sản, Peterson bắt đầu một doanh nghiệp thứ hai như một diễn giả động lực, mà ông tiếp tục cho đến năm 2001. Peterson sống cùng vợ trong một ngôi nhà theo phong cách thủ công một tầng ở Happy Valley, Oregon. Ông là một fan hâm mộ của săn bắn chim vùng cao, đặc biệt là chukar. Trong những năm sau đó, anh mắc bệnh Parkinson. Ông qua đời vào ngày 25 tháng 7 năm 2016 ở tuổi 86.